# Вернадські
Верна́дські — український рід. Є кілька версій родоводу. Згідно з першою, пращури Вернадських прийшли на Запоріжжя з Італії або Мальти. Про це свідчить корінь прізвища (Vernasca, Vernazzi, Verna). Михайло Максимович, знавець минувшини України, висловив думку, що пращури Вернадських мають литовське походження. За сімейною легендою, ще за часів визвольної війни українського народу на чолі з Богданом Хмельницьким литовський шляхтич Верна перейшов на бік козаків і разом із ними боровся проти польської шляхти. Вважається, що саме цей Верна, якого згодом схопили та стратили поляки, і започаткував рід Вернацьких, які з 1826 року стали писатися як Вернадські.